# Codigoro
Codigoro (emilián nyelven Codgòr) település Olaszországban, Emilia-Romagna régióban, Ferrara megyében. Lakosainak száma 11 072 fő (2023. január 1.). Codigoro Riva del Po, Comacchio, Goro, Jolanda di Savoia, Lagosanto, Fiscaglia és Mesola községekkel határos.

## Népesség
A település lakossága az elmúlt években az alábbi módon változott:
| Lakosok száma | 11 852 | 11 740 | 11 072 |
|               | 2017   | 2018   | 2023   |

## Látnivalók

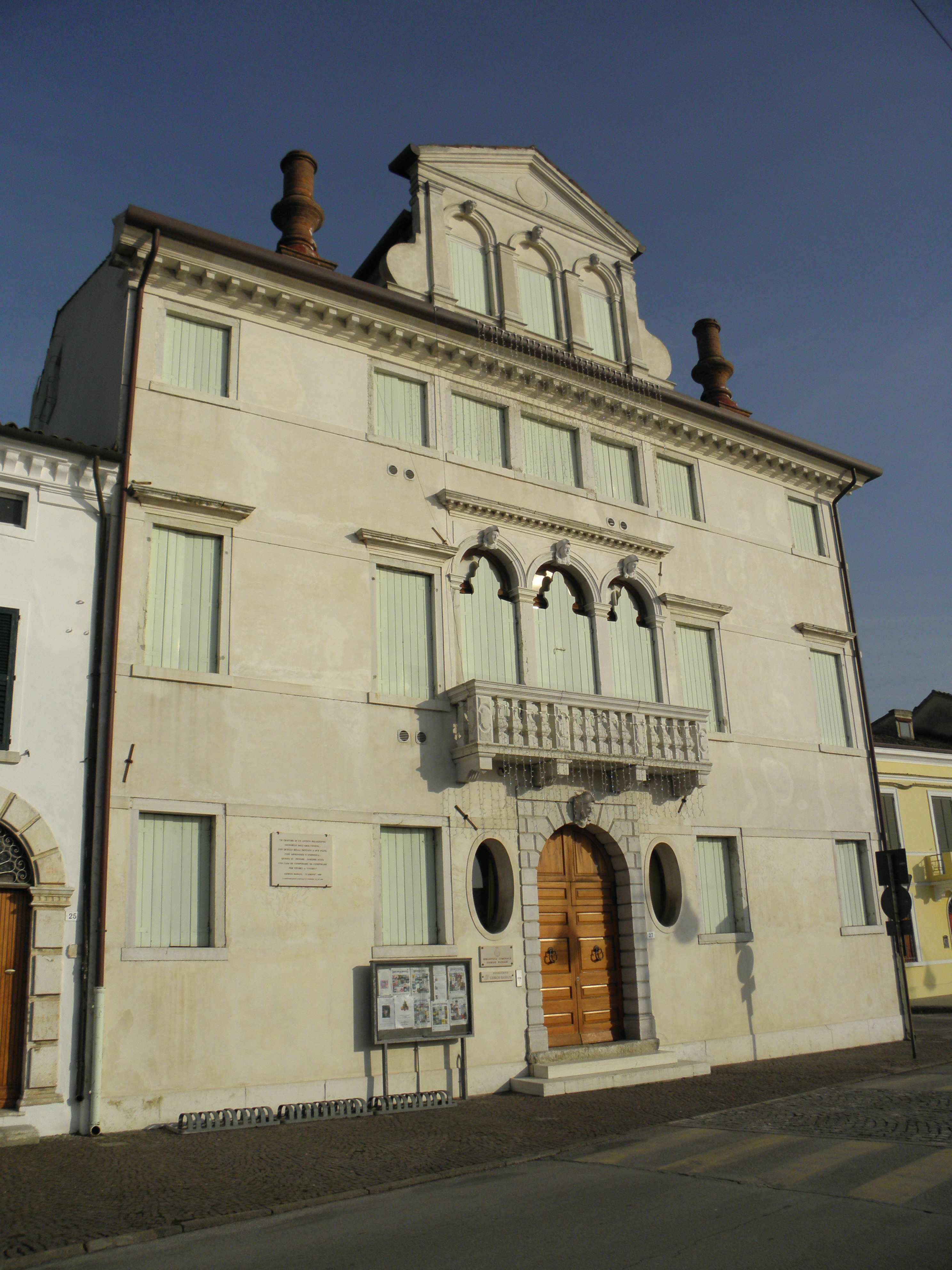
A püspöki palota

- A püspöki palota
- A Monumento allo Scariolante

## Közlekedés
Vasút: A Codigoro állomás a Ferrara felől érkező vonal végállomása. Az állomásról ágazik le a Pomposa iparterület felé vezető elágazás is.